# Serafim Baptista
Serafim Pereira Baptista (21 maggio 1925 – 15 giugno 2011) è stato un calciatore portoghese, di ruolo centrocampista.

## Carriera

### Nazionale
Ha collezionato 6 presenze con la propria Nazionale.